# Грубое число
Грубое число — положительное целое числом, все простые множители которого больше или равны заданного {\displaystyle k}, например, при {\displaystyle k=5} говорят о 5-грубых числах. (Иногда по определению требуется, чтобы все простые множители строго превышали {\displaystyle k}.) Понятие возникло в противоположность гладким числам (все делители которых не превосходят заданное {\displaystyle k}).
Например, каждое нечётное положительное целое число является 3-грубым; каждое положительное целое сравнимое с 1 или 5 по модулю 6, является 5-грубым; каждое положительное целое число является 2-грубым (поскольку все его простые множители, будучи простыми числами, превосходят 1).
Количество грубых чисел может быть асимптотически оценено с использованием функции Бухштаба.
Применяются в задачах криптографии.